# 茶果嶺、油塘、鯉魚門分區
茶果嶺、油塘、鯉魚門分區為香港觀塘區的一個規劃區，佔地約264公頃。

## 地理
規劃區東面以五桂山、照鏡環山及魔鬼山（炮台山）的山嶺為界，南面為鯉魚門海峽，西面止於維多利亞港、偉業街及茶果嶺道，西北接鯉魚門道及藍田區。

## 土地用途分佈
- 大部分私人及公共房屋發展項目位於「住宅（甲類）」地帶（約77.89公頃）
- 中等密度的住宅發展（約3.29公頃）位於前茶果嶺高嶺土礦場四幅用地劃為「住宅（乙類）」地帶
- 六幅用地劃為「綜合發展區」地帶（約13.93公頃），分別位於油塘灣和油塘工業區
- 茶果嶺村位於「未決定用途」地帶（約4.65公頃）
- 「商業」地帶約4.03公頃
- 「政府、機構或社區」地帶（約18.18公頃），包括：
  - 容鳳書紀念中心
  - 尤德夫人分科診療所
  - 晒草灣鄰里社區中心
  - 香港復康會藍田綜合中心
  - 香港紅十字會雅麗珊郡主學校
  - 觀塘法院大樓
  - 東九龍政府合署
- 休憩用地（約18.96公頃），包括三家村遊樂場、麗港公園、晒草灣遊樂場和茜發道網球場
- 海岸保護區（0.07公頃）
- 綠化地帶（約58.55公頃）

## 主要建築物
- 麗港城及麗港城商場
- 匯景花園（只限9－17座）
- 茶果嶺村
- Peninsula East
- 鯉魚門廣場
- 港鐵油塘站通風樓住宅項目